# جواو أوليفيرا بينتو
جواو أوليفيرا بينتو (بالبرتغالية: João Oliveira Pinto‏) (3 أغسطس 1971 في البرتغال - 8 فبراير 2024) هو لاعب كرة قدم برتغالي في مركز الوسط. شارك مع منتخب البرتغال تحت 20 سنة لكرة القدم ومنتخب البرتغال تحت 21 سنة لكرة القدم. أما مع النوادي، فقد لعب مع أتليتيكو كلوب دي برتغال وإشتوريل برايا وسبورتينغ براغا وسبورتينغ لشبونة وفيتوريا دي غيماريش ونادي أكاديميكا كويمبرا ونادي جل فيسنتي ونادي ماريتيمو ونادي سسيمبرا وأمورا ‏ وإمورتال دسبورتيفو ‏ ونادي فارنزي.

## وصلات خارجية
- جواو أوليفيرا بينتو على موقع قاعدة بيانات كرة القدم.إي يو (الإنجليزية)